# Compact Disco
Compact Disco, bildat 2008 i Budapest, är en ungersk musikgrupp. Gruppen består av fyra medlemmar. De är Behnam Lotfi (effekter), Gábor Pál (keyboard), Attila Sándor (bas) och Csaba Walkó (sång). De representerade Ungern vid Eurovision Song Contest 2012 i Baku i Azerbajdzjan med sin låt "Sound of Our Hearts".

## Karriär
Bandmedlemmarna Behnam Lotfi, Gábor Pál och Csaba Walkó träffades år 2005 men det dröjde till sommaren 2008 innan de gick ihop och producerade sin första sång "Fly or Dive". Fram till juli 2009 producerade de sitt debutalbum Stereoid som släpptes av CLS Music i december samma år. I januari 2010 började bandet framträda live, för det mesta i Ungern, men även i Rumänien. Deras debutsingel var "I'm in Love". Vid Hungarian Music Awards år 2010 var de nominerade för "Bästa framträdande med elektronisk musik". Deras andra singel blev "Without You". Under sommaren 2010 framträdde de vid nästan alla större musikfestivaler i Ungern. Basisten Attila Sándor gick med bandet vid det här laget. Deras tredje singel blev "Fly or Dive". Även remixer av debutsingeln "I'm in Love" blev framgångsrika utomlands. De gjorde även remixer åt flera andra ungerska musiker som blev populära. Den 6 december 2010 släppte bandet sitt debutalbum på nytt, denna gången digitalt och utan kostnad. Samma månad påbörjade bandet arbeta på sitt andra album II. Albumet släpptes den 14 maj 2011. Den första singeln från albumet var "Feel the Rain". Innan albumet släpptes hade bandets popularitet i hemlandet ökat då de hade nominerats till flera priser och även vunnit ett antal. Vid Hungarian Music Awards år 2011 vann de priset för "Bästa framträdande med elektronisk musik". De var även nominerade i kategorierna för både "Bästa nya artist" och "Bästa låt". Efter en fyra månader lång omröstning på webben tog de även emot ett pris för "Årets album". Vid VIVA Hungary's Comet Awards i april 2011 var de nominerade till "Bästa bandet år 2010". Under 2011 kom bandet överens med Age Media om att släppa debutalbumets tre första singlar utomlands. Även Universal Music gjorde detta i Rumänien och Bulgarien.

### Eurovision
Den 11 februari 2012 vann de finalen av A Dal, Ungerns nationella uttagning till Eurovision Song Contest 2012, med låten "Sound of Our Hearts". De framförde låten den 22 maj i den första semifinalen. Där tog de sig vidare till finalen som hölls den 26 maj. De hamnade på 24:e plats med 19 poäng.

## Diskografi

### Album
- 2009 – Stereoid
- 2011 – II